# 伊索波
伊索波是南非的城鎮，位於該國東部，由夸祖魯-納塔爾省負責管轄，距離彼得馬里茨堡86公里，面積16.75平方公里，海拔高度900米，2001年人口2,982，人口密度每平方公里180人。